# Lista de emissoras da Rede Gênesis
Esta é uma lista que contém as emissoras que retransmitem a programação da Rede Gênesis. A lista contém ainda as antigas afiliadas da rede e suas respectivas afiliações ou situações atuais.

## Geradora
| Emissora     | Cidade   | UF               | Canal   | Prefixo |
| ------------ | -------- | ---------------- | ------- | ------- |
| Rede Gênesis | Brasília | Distrito Federal | 30 (29) | ZYA 513 |

## Afiliadas
| Grupo                               | Emissora     | Cidade                        | UF      | Canal analógico | Canal digital | Prefixo |
| ----------------------------------- | ------------ | ----------------------------- | ------- | --------------- | ------------- | ------- |
| Sistema Liberdade de Comunicação    | TV Liberdade | Aracaju / Barra dos Coqueiros | Sergipe | —               | 3 (32)        | —       |
| Prefeitura Municipal de Parauapebas | TV Missão    | Parauapebas                   | Pará    | 9               | 48            | —       |

## Retransmissoras

### Bahia
| Cidade   | Canal  |
| -------- | ------ |
| Salvador | 36 UHF |

### Ceará
| Cidade    | Canal  |
| --------- | ------ |
| Fortaleza | 40 UHF |

### Goiás
| Cidade  | Canal  |
| ------- | ------ |
| Goiânia | 45 UHF |

### Maranhão
| Cidade   | Canal  |
| -------- | ------ |
| São Luís | 24 UHF |

### Mato Grosso do Sul
| Cidade       | Canal Analógico | Canal Digital |
| ------------ | --------------- | ------------- |
| Campo Grande | —               | 20 UHF        |
| Maracaju     | 6 VHF           | —             |

### Minas Gerais
| Cidade         | Canal Analógico | Canal Digital |
| -------------- | --------------- | ------------- |
| Alpinópolis    | 34 UHF          | —             |
| Andradas       | 46 UHF / 59 UHF | —             |
| Belo Horizonte | —               | 10.2 (9 VHF)  |
| Mateus Leme    | —               | 22 UHF        |
| São Gotardo    | 34 UHF          | —             |
| Uberlândia     | —               | 42 (41 UHF)   |
| Itaúna         | —               | 47 (22 UHF)   |

### Paraíba
| Cidade      | Canal       |
| ----------- | ----------- |
| Guarabira   | 13 VHF      |
| João Pessoa | 45 (46 UHF) |

### Pernambuco
| Cidade  | Canal       |
| ------- | ----------- |
| Cabrobó | 18 (20 UHF) |
| Recife  | 38 UHF      |

### Piauí
| Cidade   | Canal       |
| -------- | ----------- |
| Teresina | 36 (35 UHF) |

### Rio Grande do Sul
| Cidade       | Canal       |
| ------------ | ----------- |
| Porto Alegre | 24 (23 UHF) |

### Rondônia
| Cidade      | Canal  |
| ----------- | ------ |
| Porto Velho | 21 UHF |

### São Paulo
| Cidade    | Canal  |
| --------- | ------ |
| Limeira   | 19 UHF |
| São Paulo | 47 UHF |

## Antigas afiliadas
| Nome             | Cidade    | UF | Canal | Situação atual                          | Período de afiliação |
| ---------------- | --------- | -- | ----- | --------------------------------------- | -------------------- |
| TV Marabá        | Marabá    | PA | 13    | Extinta                                 | 2018-2019            |
| TV Mossoró       | Mossoró   | RN | 7     | Extinta                                 | 2007-2012            |
| TV Nova Nordeste | Recife    | PE | 22    | Hoje TV Nova, afiliada à TV Cultura     | 2004-2006, 2007-2011 |
| TV Ideal         | Cuiabá    | MT | 47    | Hoje TV Cuiabá, afiliada à TV A Crítica | 2006-2008            |
| TV Rio Verde     | Rio Verde | GO | 3     | TV Cultura                              | 2007                 |